# Teissières-lès-Bouliès
Teissières-lès-Bouliès (okzitanisch: Teissièras) ist ein französischer Ort und eine Gemeinde mit 339 Einwohnern (Stand: 1. Januar 2022) im Département Cantal in der Region Auvergne-Rhône-Alpes. Die Gemeinde gehört zum Arrondissement Aurillac und zum Kanton Vic-sur-Cère. Die Einwohner werden Teissierois genannt.

## Lage
Teissières-lès-Bouliès gehört zur Naturlandschaft des Châtaigneraie und liegt etwa 16 Kilometer südsüdöstlich vom Stadtzentrum von Aurillac. Umgeben wird Teissières-lès-Bouliès von den Nachbargemeinden Labrousse im Norden, Vezels-Roussy im Osten und Südosten, Leucamp im Süden sowie Prunet im Westen.

## Bevölkerungsentwicklung
| Jahr                       | 1962 | 1968 | 1975 | 1982 | 1990 | 1999 | 2006 | 2011 | 2016 |
| Einwohner                  | 418  | 365  | 369  | 338  | 319  | 268  | 302  | 313  | 322  |
| Quellen: Cassini und INSEE |      |      |      |      |      |      |      |      |      |

## Sehenswürdigkeiten
- Kirche Nativité-de-Notre-Dame (Maruä Geburt)